# 南溪站
南溪站是昆河铁路的一个车站，位于云南省红河哈尼族彝族自治州河口瑶族自治县南溪镇。法国人修筑滇越铁路时，中国劳工在此段伤亡惨重。